# سيسنا 162 سكاي كاتشر
سيسنا 162 سكاي كاتشر (بالإنجليزية: Cessna 162 Skycatcher)‏ هي طائرة خفيفة ورياضية، بمقعدين. أنتجت في 2009 بالولايات المتحدة. من صناعة سيسنا. كان أول طيران لها في 13 أكتوبر 2006. ومازالت في الخدمة حتى الآن. صنع منها 275 طائرة، وسعر الطائرة الواحدة منها هو 149,000 دولار.